# خوسيه رافائيل غاليغوس
خوسيه رافائيل غاليغوس (بالإسبانية: José Rafael Gallegos Alvarado)‏ (و. 1784 – 1835 م) هو سياسي من كوستاريكا .
تولى منصب قائمة رؤساء كوستاريكا (1833-03–1835-03) .